# معدن طلا (فیلم ۱۹۶۹)
معدن طلا (به تامیلی: Thanga Surangam) و (به انگلیسی: Gold Mine) فیلمی هندی محصول سال ۱۹۶۹ و به کارگردانی تی.آر. رامانا است. در این فیلم بازیگرانی همچون سیواجی گانسان، بهاراتی ویشوواردان، وینیرا آدی نیرمالا و ناگش ایفای نقش کرده‌اند.